# Кусраев, Анатолий Георгиевич
Анато́лий Гео́ргиевич Кусра́ев (род. 14 февраля 1953 года) — советский и российский учёный-математик, основатель и научный руководитель Владикавказского научного центра Российской академии наук.
Специалист в области функционального анализа и его приложений, один из мировых лидеров в области применения методов математической логики к задачам анализа.
Главный редактор научного журнала «Владикавказский математический журнал», научного и общественно-политического журнала «Вестник Владикавказского научного центра», член редколлегии международного математического журнала «Рositivity», научно-образовательного и прикладного журнала «Известия высших учебных заведений. Северо-Кавказский регион», научного журнала «Известия Кабардино-Балкарского научного центра РАН».

## Биография
Анатолий Георгиевич — старший брат физика, доктора физико-математических наук, профессора Юрия Георгиевча Кусраева (1955 г.р.). Окончил механико-математический факультет (1975) и аспирантуру (1979) Новосибирского государственного университета (НГУ). Защитил кандидатскую (1979) и докторскую (1986) диссертации по специальности «математический анализ» в Институте математики им. С. Л. Соболева Сибирского отделения Российской академии наук (ИМ СО РАН). С 1979 года работал в ИМ СО РАН в должности младшего (1979‑1984), старшего (1984‑1987) и ведущего (1987—1991) научного сотрудника. По совместительству преподавал на механико-математическом факультете в НГУ в должности ассистента (1978‑1988), и. о. профессора (1988‑1990), профессора (1990‑1991).

## Научная деятельность
Анатолий Георгиевич принадлежит к научной школе академика АН СССР, Лауреата Нобелевской премии, Леонида Витальевича Канторовича. Анатолий Георгиевич внес основополагающий вклад в некоторые разделы функционального анализа. Он — автор более 300 научных трудов, среди которых 24 монографии и 26 учебных пособий.
Анатолием Георгиевичем впервые предложены и разработаны эффективные методы исследования функциональных пространств и операторов в них, основанные на комбинировании различных средств анализа, алгебры и математической логики.
К числу важнейших научных достижений Анатолия Георгиевича относятся:
- методы векторной двойственности;

- исчисление субдифференциалов в топологической постановке на основе метода общего положения;

- теория мажорируемых операторов;

- адаптация технологии булевозначного моделирования к задачам функционального анализа и теории операторов;

- решение проблемы порядковой ограниченности автоморфизмов и дифференцирований в функциональных алгебрах;

- решение проблем Линденштраусса, геометрической характеризации и изометрической классификации для класса инъективных банаховых решеток.

## Научно-организационная деятельность
Анатолий Георгиевич – основатель (с 1994 г.) и директор (до 2018 г.) Владикавказского научного центра Российской академии наук (ранее – Государственный научный центр Республики Северная Осетия-Алания (1994-1998), Северо-Осетинский научный центр (1998-2000)). Основатель и руководитель (с 1996 г. по настоящее время) Южного математического института ВНЦ РАН (ранее – Институт прикладной математики и информатики, созданный в 1995 г.), вошедшего в состав ВНЦ РАН в 2000 году и
ставшего одним из признанных в Российской Федерации научных институтов – лидеров в области фундаментальной математики. В период с 2002 по 2005 годы в составе Правительства Республики Северная Осетия-Алания Анатолий Георгиевич курировал вопросы научно-технической политики. В 2008-2009 годах по согласованию с Президиумом Российской академии наук возглавлял Министерство образования и науки Республики Южная Осетия, совмещая эту работу с
должностью руководителя ВНЦ РАН.
Анатолий Георгиевич является инициатором и организатором региональных, всероссийских и международных математических конференций, научных и научно-образовательных школ для молодых ученых, студентов, учителей математики и школьников. Традиционной для ЮМИ ВНЦ РАН стала международная научная конференция «Порядковый анализ и смежные вопросы математического моделирования», которая проводится раз в два года с 2003 г. и является крупным научным событием Юга России, широко признанным как в России, так и за рубежом.

## Образовательная деятельность
В период с 1991 по 2022 годы Анатолий Георгиевич – заведующий кафедрой математического анализа Северо-Осетинского государственного университета им. К.Л. Хетагурова (СОГУ). Под его руководством на кафедре математического анализа СОГУ разработаны и внедрены новые специализации: математическая экономика и математическая экология.
Важное место в деятельности Анатолия Георгиевича занимает содействие развитию в РСО-А школьного математического образования. Под его руководством в ЮМИ ВНЦ РАН разработана Региональная модель развития математического образования,  которая легла в основу Комплексного плана мероприятий по реализации в РСО-А «Концепции развития математического образования в Российской Федерации» (2014-2016). С 2021 года данная модель воплощается в рамках реализации в РСО-А программы развития регионального научно-образовательного математического центра СКЦМИ ВНЦ РАН.
Анатолий Георгиевич активно занимается подготовкой научных кадров, участвует в реформировании высшего образования и его интеграции с академической наукой. Среди его учеников 20 кандидатов физико-математических наук и три доктора наук;
некоторые из них ныне известные математики, работают в России, США, Канаде, Турции.

## Почетные звания и награды
- Почетное звание «Заслуженный деятель науки Российской Федерации»

- Благодарность Президента Российской Федерации

- Орден Дружбы Российской Федерации

- Почетное звание «Почетный работник науки и высоких технологий Российской Федерации»

- Почетная грамота Российской академии наук

- Почетное звание «Заслуженный деятель науки Республики Северная Осетия-Алания»

- Почетная грамота Парламента Республики Северная Осетия-Алания

- Орден Почета Республики Южная Осетия

- Орден Дружбы Республики Южная Осетия

- Медаль «В ознаменование 10-летия победы в Отечественной войне народа Южной Осетии»

- Медаль «В ознаменование 20-летия Республики Южная Осетия»